# Ujrzanów
Ujrzanów [pronunciación en polaco: /ui̯ˈʐanuf/] es una aldea en el distrito administrativo de Gmina Siedlce, dentro del Distrito de Siedlce, Voivodato de Mazovia, en el centro-este de Polonia. Se encuentra a unos 5 kilómetros al sureste de Siedlce y 91 kilómetros al este de Varsovia.
El pueblo tiene una población de 762 habitantes.